# Звягельский полк
Волы́нский (Звя́гельский) слободской казачий полк — административно-территориальная и войсковая единица Правобережной Украины во второй половине 17 века. Центрами полка были город Звягель и местечко Великие Межиричи.
Полк был сформирован в 1648 году в первые месяцы восстания Хмельницкого на Волыни.
Состоял преимущественно из оказаченных крестьян, мещан и т. д. Сыграл заметную роль в восстании. В частности, в конце августа-начале сентября 1648 полк совершил самостоятельный рейд от Звягеля к Владимиру (на Волыни), освободив от польского господства Корец, Гощу, Тучин, Олыку, Луцк, разбил близ Луцка воеводстское посполитое движения поляков, занял Владимир и с победой вернулся в Звягель.
Действия Волынского (Звягельского) полка в то время охватывали почти весь бывший Луцкий уезд. Вместе с тем, осенью 1648 года на территории бывшего Волынского воеводства сформировался также Волынский (Остропольский) полк, который охватывал бывший Кременецкий уезд. Казаки Волынского полка участвовали в битве под Пилявцами.
В 1649 году полк дважды выступал походом на Острог — одну из самых прочных польских крепостей на Волыни. 24 января 1649 казаки Звягельского полка под руководством полковника Михайла Тиши заняли Острог. Об этом событии сохранились данные в дневнике польского дипломата В. Мясковского.
Во время весенне-летнего польского наступления 1649 Звягель стал местом ожесточенных боёв между польскими и казацкими войсками. После взятия сожжённого поляками Звягеля полк отступил на Киевщину. Впоследствии Волынский полк участвовал в сражениях под Збаражем и Зборовом. После заключения Зборовского договора в 1649 году, за которым Волынь изымалась из-под власти гетмана Войска Запорожского, полк был распущен.
В конце гетманства Богдана Хмельницкого, в 1657 году, казацкие войска вновь заняли пограничную полосу Волыни, что положило начало восстановлению Волынского полка. Полк был восстановлен, им стал командовать Иван Тарновский. Однако на этот раз его полковым городом стали м. Межиричи.
При гетмане Иване Выговском попытки восстановления Волынского полка были продолжены: казацкие отряды стояли в Степани, Гоще, Корце, Остроге, Полонном, Заславе, Староконстантинове.
Согласно Гадячскому договору, казацкое войско было отозвано из Восточной Волыни, и местные казацкие отряды осенью-зимой 1658 года частично отошли на указанные места. В марте 1659 был издан «Универсал гетмана Ивана Выговского к ротмистрам и капитанам войск, расположенных между реками Случью и Горынью, с приказом уйти с этой территории в соответствии с соглашением, заключенным им с Речью Посполитой, 1 марта 1659» . Только в Полонном и его окрестностях казаки Ивана Выговского оставались ещё до 1661 года.